# Críticas al marxismo
Críticas al marxismo es un concepto que abarca el conjunto de análisis, reflexiones y opiniones críticas de la doctrina marxista. Provienen de diferentes espacios del espectro ideológico, tanto de las diferentes formas de la izquierda política, como de la derecha política, y con independencia de que la pertenencia de los críticos a doctrinas opuestas sea el motivo o parte de la consecuencia de su confrontación.
El marxismo es, en su unidad, una cosmovisión filosófica completa de inspiración política orientada por el interés en la acción revolucionaria. En sus partes integrantes, el marxismo está constituido por una serie de ideas y teorías a través de las cuales esa cosmovisión se articula en una interacción compleja, para lograr ser a la vez una comprensión cabal del mundo y un medio para la toma del poder. Por lo tanto se encuentran separados los críticos que se han dirigido contra el particular pensamiento de Karl Marx como un todo (incluso a veces aceptando las partes por separado) de aquellos que critican los diferentes elementos del marxismo, sea que en el proceso consideren que estos son pilares necesarios para el edificio ideológico del pensamiento marxista, o bien solo elementos que pueden ser corregidos por separado como errores del propio Marx respecto a su propia tesis general (con la intención o no de mantenerla a salvo).

## Críticas globales
Las críticas globales o filosóficas del marxismo más importantes y conocidas son las del filósofo y epistemólogo Karl Popper, desde una perspectiva centrada en el liberalismo clásico; las del filósofo y jurista Hans Kelsen, desde una orientación próxima a la moderna socialdemocracia; las del economista, sociólogo y científico político Joseph Schumpeter desde una sofisticada versión personal del conservadurismo, y, finalmente, desde un humanismo cristiano políticamente ecléctico, las del filósofo e historiador de las ideas Leszek Kołakowski, reconocido exégeta del marxismo y autor del clásico estudio teórico e histórico Las principales corrientes del marxismo, cuyos tres volúmenes son considerados el más completo trabajo compilatorio y crítico sobre el particular.

## Clasificación de los autores según el aspecto parcial de la teoría que critican
Las nociones específicas del marxismo y aquellos conceptos que están vinculados directamente a él, han tenido casi sin excepción una dispar variedad de críticos abocados en forma respectiva:
- Materialismo dialéctico: Alexandre Kojève; Józef Maria Bocheński; Francis Fukuyama
  - Teoría post-hegeliana de la dialéctica: Benedetto Croce; Robert C. Tucker; Jacob Talmon; Eric Voegelin;
  - Teoría del conocimiento mediante la praxis: Giovanni Gentile; Ludwig Wittgenstein; Bertrand Russell; Karl Popper; Imre Lakatos
  - Teoría antropológica basada en el trabajo: Hannah Arendt
  - Teoría de la división del trabajo y la alienación: Sigmund Freud; Michael Polanyi
  - Teoría de la propiedad privada y del dinero: Fustel de Coulanges; Ludwig von Mises; Friedrich Hayek; Richard Pipes; Hernando de Soto Polar
  - Teoría histórico-tecnológica de la economía: Max Weber; Ernest Gellner; Arnold Toynbee; Oswald Spengler; Werner Sombart; Norbert Elias; James Burnham; Mark Blaug; Andrew Kliman; Marvin Harris
  - Teoría de la política: Proudhon; Bakunin; Tomáš Masaryk, Hans Kelsen; Gaetano Mosca; James Buchanan; Charles Wright Mills; Bertrand de Jouvenel; Samuel P. Huntington; Jeane Kirkpatrick; Guy Hermet; François Furet
  - Teoría de la ideología: Max Weber; Karl Mannheim; Karl Popper; Ernst Cassirer; Raymond Aron; Kenneth Minogue; Néstor Capdevilla
  - Teoría de la religión: Émile Durkheim; Leszek Kołakowski; Étienne Gilson
- Materialismo histórico: Leszek Kołakowski; Anthony Giddens
  - Teoría de las clases, la explotación y la lucha de clases: Lorenz von Stein; Max Weber; Pierre Guillaume Frédéric le Play; Julien Freund; Reinhard Bendix; Seymour Martin Lipset
  - Teoría de los modos de producción y las revoluciones sociales: Karl Polanyi; Ernest Gellner; Henri Lepage; Nicholas Timasheff
    - Teoría del modo de producción comunista primitivo: Fustel de Coulanges; Bronislaw Malinowski; Karl Wittfogel; Marvin Harris
    - Teoría del modo de producción asiático: Karl Wittfogel; Jerome Offner; Michio Morishima
    - Teoría del modo de producción esclavista: Thomas Sowell; Douglass North; Mijaíl Rostóvtsev
    - Teoría del modo de producción feudal: Henri Pirenne; Marc Bloch; François-Louis Ganshof; Matthew C. Brown
    - Teoría del modo de producción capitalista: Vilfredo Pareto; Alfred Marshall; Eugen von Böhm-Bawerk; Milton Friedman; Friedrich Hayek; Oliver Williamson
      - Teoría de la "acumulación originaria": Joseph Schumpeter; Douglass North; Thomas Southcliffe Ashton; Louis Hacker
      - Teoría del valor-trabajo y la "plusvalía": Eugen von Böhm-Bawerk; Alexander Gray; Ian Steedman
      - Teoría de las "leyes del movimiento" y la crisis interna del capitalismo: Ladislaus von Bortkiewicz; Gottfried Haberler; M. M. Bober
      - Teoría pre y post leninista del imperialismo: Joseph Schumpeter; Peter Bauer; Hans Morgenthau; Carlos Rangel
      - Teoría del Proletariado como sujeto histórico de la revolución: André Gorz; Manuel Castells;

    - Teoría de la primera fase del modo de producción socialista/comunista: Max Weber; Ludwig von Mises; Boris Brutskus; Luois Baudin; Karl Wittfogel; David Prychitko; Robin Hahnel
    - Teoría de la fase superior del modo de producción socialista/comunista: Lorenz von Stein; Benjamin Tucker; Piotr Kropotkin; Gustave de Molinari; Robert C. Tucker; Murray Rothbard; Paul Craig Roberts

Mientras que muchos críticos han dedicado análisis sistemáticos –y en algunos casos obras completas para ello–, existe una larga lista de autores relevantes (desde Sigmund Freud a Albert Einstein) que han hecho objeciones aisladas al marxismo a lo largo de obras destinadas a otros fines, no dedicadas precisamente a criticar a Marx o su teoría y que, sin embargo, han llegado a ser de crucial importancia.

## Perspectivas doctrinales críticas del marxismo
Diferentes formas de pensamiento político y teoría social se han confrontado con la ideología marxista en sus diferentes corrientes. Independientemente de estos choques doctrinales, los críticos más importantes del marxismo han planteado sus objeciones desde posturas independientes que no requieren de las posiciones ideológicas propias de los autores. Sin embargo, la impronta de las mismas se ha hecho notar en sus métodos de análisis, o bien estos han sido causa de sus adhesiones políticas. Sea el caso que fuere, ha habido una tendencia a que cierto tipo de críticas provengan más frecuentemente de autores que antes o después adoptarían una cierta posición ideológica respectiva. De esta forma es que, grosso modo, se pueden categorizar los problemas descubiertos en el marxismo según las ideas políticas que los confrontan y de cuyas respuestas tienden a ser corolarios.

### Liberalismo y libertarismo
El liberalismo clásico, desde Adam Smith hasta Friedrich Hayek, ha concebido el progreso histórico como el desarrollo de la división del trabajo y las relaciones mercantiles que necesariamente van ligadas a su complejización, en una tendencia que termina en la formación de un orden espontáneo social completamente ajeno a cualquier expresión de control consciente tanto colectivo como interpersonal. Sea que tal tendencia a la permuta de bienes sea natural a la biología humana, o bien al funcionamiento natural de una sociedad desarrollada que requiera de una economía abierta y compleja, en cualquier caso la idea de evolución social choca con la posición marxista. La posición liberal respecto a la economía política ha sido la de legitimar el surgimiento de la sociedad comercial o de intercambio, y del capitalismo que sería su subproducto, como las primeras formas sociales en la que la economía se convierte en lo que históricamente debía de ser sin condicionamientos políticos o determinaciones culturales. La marxista, en cambio, consistió en criticar la idea misma de economía política como correspondiente a un momento histórico-tecnológico que lo requiere, y que puede ser superado por una sociedad planificada en la cual la economía se encuentre bajo el control del hombre y a pesar de eso desarrollarse incluso en mayor medida.
Estas dos formas de ver la evolución social chocaron inevitablemente: la noción liberal de la historia por constituir una filogénesis evolutivamente contingente de tipo darwiniana en la cual la tecnología en crecimiento y/o ciertas formas de propiedad individual llevan al surgimiento de un orden liberal o capitalista que posibilita la subsistencia de las poblaciones que lo adoptan logrando que la economía se autonomice como sujeto social, y la idea marxista de la historia por implicar, en cambio, una ontogénesis evolutivamente necesaria de tipo tremauxiana en la cual tecnología y sociedad determinan ciertas fases de crecimiento y apogeo, y cuyo penúltimo período requiere de la autonomía completa de la economía respecto del hombre como un todo, alienación que sería señal de que la historia como proceso necesario puede y debe ser superado mediante la recuperación de este nuevo poder de la economía bajo el dominio del hombre para así construir una historia que sea un proceso libre y consciente.
Esta alienación, por otra parte, se expresaría en la sociedad burguesa a través de un conflicto interno entre dos únicas clases sociales que, a diferencia de todas las anteriores en la historia, no pueden llegar a una resolución para sus relaciones de explotación fuera de control consciente, ya que están determinados por las tendencias del mercado.
Karl Popper y Friedrich Hayek serían, en mayor medida, quienes contestarían a este núcleo del pensamiento marxista, tanto respecto al materialismo histórico tecnológico como al reduccionismo clasista en la crítica ideológica o polilogismo.
El cuerpo teórico del marxismo comparte con el liberalismo la idea de que solo en la sociedad mercantil los individuos por primera vez se independizan de toda forma de poder social y sujeción individual estamental creando un orden espontáneo de clases impersonales, pero a la vez considera como alienante y provisorio el resultado social de este individualismo que condiciona a sus partes y a su vez las obliga a incorporarse en clases sociales mediante un vínculo opresivo y autodestructivo, el cual tenderá a ser reemplazado por un individualismo conciliado con su control socializado. Es frente a esta posición que el liberalismo responde al marxismo. Para los liberales el orden espontáneo o de mercado tiende a surgir dada cierta evolución de la sociedad, y los frutos de su comportamiento no pueden ser obtenidos mediante la supresión del mismo ya que depende de éste en forma constante y no solo durante un período de desarrollo sociotecnológico. Por el contrario, ciertos niveles de desarrollo tecnológico no pueden ya subsistir si no es gracias a un proceso de mercado. Las instituciones económicas y sociales que hacen posible el capitalismo también serían requeridas para cualquier economía lo suficientemente avanzada, así como para la libertad individual dentro de una sociedad compleja frente a la absorción totalitaria por parte de un Estado que se revolucionara contra el mismo.
Popper, que es considerado en economía un social liberal más que un liberal clásico, se dirigió contra el historicismo tecnológico lineal de Marx según el cual existen etapas en un desarrollo orgánico de la historia. Estas etapas van acumulando sus potencialidades a pesar de expresarse en sociedades opresivas, y terminan actuando plenamente en un estallido final luego de la última etapa capitalista, dentro de una sociedad socialista o comunista que absorbería lo mejor de todas las anteriores y daría paso a una humanidad nueva coherente con sí misma y con su naturaleza.
La crítica popperiana de esta particular teoría dialéctica de la historia social y/o tecnológica, reducida bajo el título de historicismo marxista, se desarrolla a lo largo de tres obras: La sociedad abierta y sus enemigos, La miseria del historicismo y Conjeturas y refutaciones.
Por su parte, Hayek se dirigió contra la idea de que el mercado (el orden espontáneo en economía) es un fenómeno solo provisionalmente necesario, ya que si bien lo consideraba un fenómeno cuya emergencia era posibilitada contingentemente en ciertas circunstancias históricas, era inseparable de los fenómenos económicos complejos que sobrepasaran las limitadas economías de guerra y subsistencia, y por tanto es para una economía abierta (donde cada unidad jerárquica de producción y su escala se organiza en forma privada, libre e independiente del resto de la producción, en función de decisiones de consumo individuales sobre las que no puede tener control y de las cuales depende) una forma de coordinación social tan irreversible como podrían ser otros órdenes espontáneos para el desarrollo de la vida inteligente: las redes neurales, el lenguaje, las ciencias, etc., si es que acaso no se desea retroceder hacia un estadio primitivo de la sociedad o bien a una cristalización totalitaria de la sociedad presente bajo el dominio de una doctrina constructivista que intentara una planificación política de la producción vía un partido único en el Estado. Las obras hayekianas más significativas que incorporan respecto al mercado y al capitalismo las nociones opuestas al marxismo, son: La contrarrevolución de la ciencia, El orden sensorial, La fatal arrogancia, El capitalismo y los historiadores y Socialismo y guerra. Esta última continuaría, contra el intento de solución marxista de Oskar Lange, el análisis de Max Weber, Ludwig von Mises y Boris Brutskus sobre la imposibilidad del cálculo económico en una comunidad socialista.

En cuanto a aspectos más específicos pero no menos requeridos plitea teoría laboral del valor, y luego con los marxistas. La obra más conocida en respuesta a la crítica de la economía política de Marx, sería Capital e interés de Eugen von Böhm-Bawerk, desarrollada en voluminosos tres tomos en forma similar a El capital. Böhm-Bawerk también respondería a la teoría de la explotación de Marx más allá de la perspectiva austríaca, partiendo de sus contradicciones internas, en un libro clásico titulado La conclusión del sistema marxiano.
El valor [del trabajo] fue declarado "el factor común que aparece en la relación de intercambio de mercancías" (i. 13). Se nos dijo, en la forma y con el énfasis de una estricta conclusión silogística, que no permitía ninguna excepción, que establecer dos mercancías como equivalentes en el intercambio implicaba que en ambas existía "un factor común de la misma magnitud", al cual cada una de los dos "debe ser reducible" (i. 11). (...) Y ahora en el tercer volumen (...) que las mercancías individuales se intercambian y deben intercambiarse entre sí en proporción diferente a la del trabajo incorporado en ellas, y esto no accidental y temporalmente, sino por necesidad y permanentemente. No puedo ayudarme a mí mismo; no veo aquí ninguna explicación y reconciliación de una contradicción, sino la pura contradicción misma. El tercer volumen de Marx contradice el primero. La teoría de la tasa media de ganancia y de los precios de producción no puede conciliarse con la teoría del valor.

### Socialdemocracia e izquierdas no marxistas
Desde que el movimiento terminara de distanciarse de los proyectos marxistas, tanto revolucionarios como gradualistas, su doctrina de reforma social y proyecto colectivo, destinado a conciliar la planificación socialista con el mercado capitalista, debió fundamentarse no solo positivamente sino también negativamente respecto de los proyectos económicos y los modelos de sociedad que les eran adversarios: el liberalismo y el marxismo, a pesar de que tomaran de ellos, respectivamente, el pluripartidismo político más la noción de derechos individuales aplicada en su sentido positivo, y del segundo el énfasis en la distribución de acuerdo a la necesidad adelantando así parte del proyecto social de la "etapa superior del comunismo", pero sin adoptar cabalmente la teoría de la explotación.
Los autores próximos a la socialdemocracia no ven tan ligadas sus críticas a sus propias doctrinas y por lo general no dependen de las mismas. Incluso concepciones claramente anticapitalistas del socialismo y otras además cercanas a las del marxismo, han tenido un vínculo estrecho con este tipo de críticas. Precisamente, la agudeza de las mismas y su separación respecto de las apologéticas anticomunistas o privatistas, han sido de crucial importancia para revelar y replantear los problemas internos de la doctrina marxista.
El jurista Hans Kelsen destacaría el problema de ignorar el carácter infraestructural de la cultura así como las fallas intrínsecas para la teoría social marxista de su propia concepción funcionalista de la política y la solapada iusnaturalización del destino histórico mediante la dialéctica. Todas estas cuestiones serían desarrolladas por Kelsen en diversas obras hasta llegar a una síntesis de su pensamiento sobre el marxismo en La teoría comunista del derecho y el Estado.
Hannah Arendt, tanto en La condición humana y Los orígenes del totalitarismo como en su menos conocido Karl Marx y la tradición del pensamiento occidental, trataría el problema conceptual que el marxismo, así como casi todo el pensamiento de su época, sufría para percibir en mayor amplitud la cuestión del sentido humano de la política en una democracia participativa, idea profundamente ligada a la actual socialdemocracia, así como la importancia relegada por el marxismo de los derechos humanos en el socialismo, y la posición por parte de Marx respecto a la casi indiferenciación entre trabajo, labor y acción.
El sociólogo británico Anthony Giddens renovó y prácticamente refundó la socialdemocracia a través de su teoría de la Tercera Vía. Dedicó particular atención al marxismo la cual se tradujo en una crítica global al materialismo histórico. En su A Contemporary Critique of Historical Materialism –del cual no existe aún traducción al español–, luego de criticar la visión estereotipada que el marxismo hizo de la evolución de la economía occidental como modos de producción, concluye que:
1. No existe un mecanismo necesario global de cambio social, ni motor universal de la historia como lucha de clases;
2. No hay etapas universales, o de periodización, del desarrollo social; estas son gobernadas por sistemas intersociales y "bordes espacio-temporales" (la presencia permanente de variables exógenas), así como por la acción humana y el inherente "historicidad" de las sociedades;
3. Las sociedades no tienen necesidades distintas de las de los individuos, por lo que nociones como la adaptación no pueden aplicarse correctamente a los mismos;
4. Las sociedades precapitalistas están divididas en clases y estamentos, pero solo con el capitalismo hay sociedades de clases en las que el conflicto de clases es endémico, la separación de las esferas política y económica, los bienes enajenables libremente como capital y trabajo "libre" y los mercados laborales;
5. Si bien el conflicto de clases es parte integral de la sociedad capitalista, no hay teleología que garantice el surgimiento de la clase obrera como la clase universal y no hay ontología que justifique la negación de las múltiples bases de la sociedad moderna representada por el capitalismo, el industrialismo, la burocratización, la vigilancia y la industrialización de la guerra;
6. La sociología, como una cuestión relacionada por excelencia con la modernidad, trata de una realidad reflexiva.[13]

Alternativamente a la socialdemocracia, pero próximo a ella en ciertas premisas respecto a la función del Estado, el socialismo no marxista también ha incluido a autores que formularon críticas muy específicas pero cruciales al esquema conceptual marxista. El sociólogo post-aristotélico y socialista cristiano owenista, Karl Polanyi, haría, en paralelo a la clásica crítica schumpeteriana, una observación sobre la presunción marxista del carácter de clase de los intereses individuales por sobre las motivaciones monetarias y las razones políticas.
De manera similar, el socialista humanista, padre de la Nueva Izquierda y sociólogo analítico, Charles Wright Mills, dedicaría todo un libro a los problemas que el marxismo no puede resolver satisfactoriamente por su método dialéctico y premisas historicistas, y que le impedirían a la teoría social en general un análisis pertinente de la sociedad contemporánea.

### Nacionalismo, populismo y fascismos

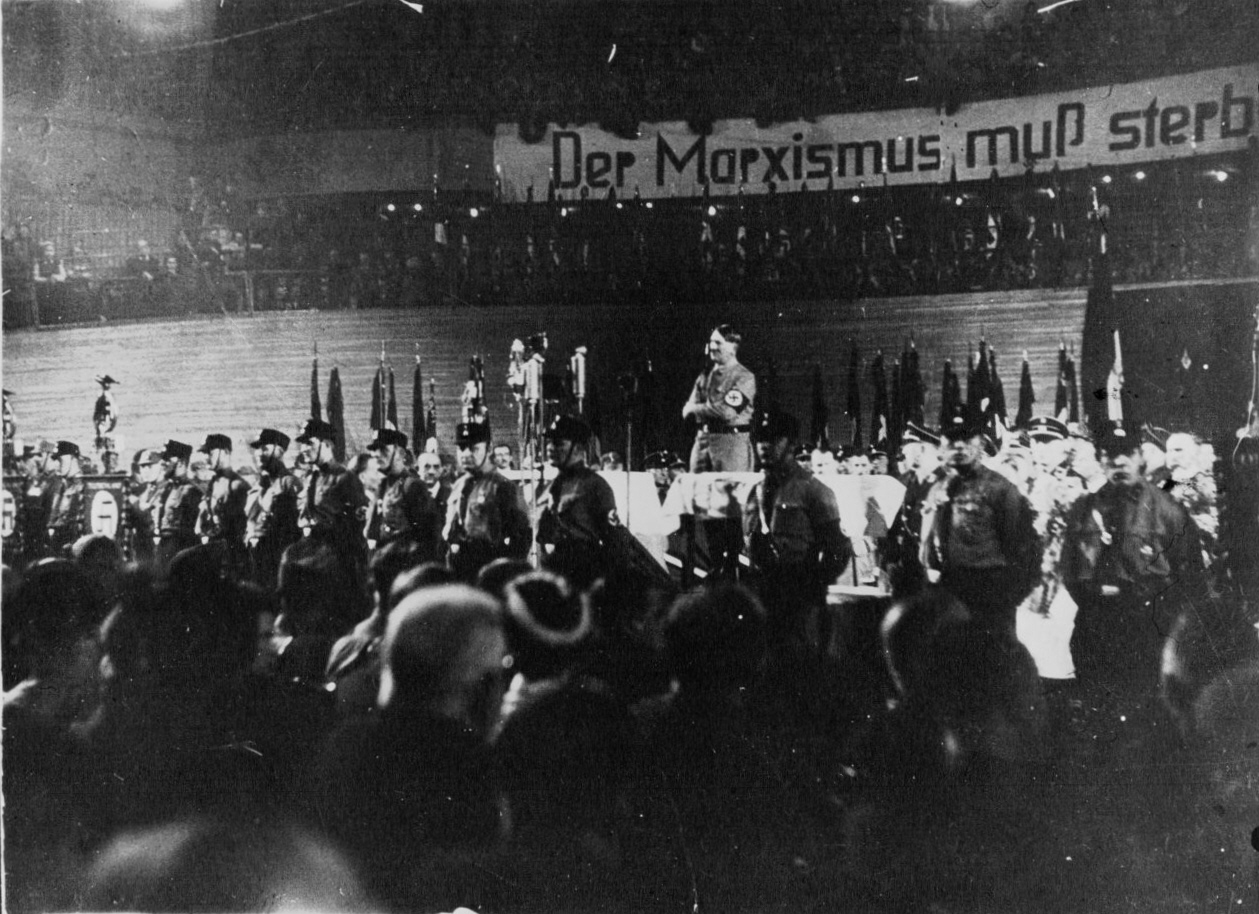
Discurso de Hitler en 1933, durante la campaña electoral. Detrás se lee el lema "El marxismo debe morir".

El nacionalismo, entendido como forma doctrinaria que concibe a las naciones (o a los pueblos delimitados por éstas) como las principales unidades sociales de la Edad Moderna, se ha confrontado con la concepción clasista del marxismo. Sin embargo no siempre el nacionalismo se ha colocado en contra de los objetivos políticos marxistas ya que progresivamente estos han considerado cada vez más que los intereses de clase se expresan a través de intereses nacionales y no mediante el internacionalismo.
Ciertos nacionalismos han adoptado una concepción organicista de la nación y del pueblo, y estos ya no han podido conciliar su posición cercana al corporativismo de Estado, propio de los fascismos, con el marxismo. La idea que el fascismo tiene del socialismo, y que toma su referente más cabal en el nacionalsocialismo, implica una planificación total de la economía pero sin una abolición (al menos nominal) de la propiedad ni de las relaciones sociales generadas por la misma, por lo cual opone un socialismo multiclasista (y por ende con diferentes tipos de propiedad privada) al modelo sin clases del socialismo marxista (sin propiedad privada, y sea o no que la propiedad colectiva sea dirigido por el Estado como el marxismo-leninismo). De esta forma el control total de la sociedad propio de un régimen socialista podría ser compatible con funciones socioeconómicas con desiguales fuentes y niveles de ingreso (diferentes clases sociales y económicas), a través de un colectivismo cuyo partido único se supone representaría desigualmente a los miembros de la sociedad. 
Por lo que se refiere a las teorías políticas, Adolf Hitler describe en su obra Mi lucha su aversión a los que cree son los males gemelos del mundo: el marxismo y el judaísmo, y manifestaba que su propósito era erradicarlos. Según Hitler: "La doctrina judía del marxismo rechaza el principio aristocrático de la Naturaleza y coloca en lugar del privilegio eterno de la fuerza y del vigor, la masa numérica y su peso muerto. Niega así [...] el mérito individual e impugna la importancia del nacionalismo y la raza[...]". Sostuvo además, que "el sindicalismo en sí, no es sinónimo de antagonismo social", cosa que el marxismo usó como arma del "judío internacional" para su lucha de clases. Por eso el nacionalsocialismo debe imponerse. También criticó el sistema democrático occidental al ser "la precursora del marxismo, el cual seria inconcebible sin ella" y proporciona "a esta peste mundial el campo de nutrición". (Ver antisemitismo)
Benito Mussolini criticó el socialismo científico marxista en su obra La doctrina del fascismo, "el cual reduce e inmoviliza el movimiento histórico en la lucha de clases e ignora la unidad del Estado que puede reunir a las clases armonizándolas", además de negar el materialismo histórico, que excluye demás factores no económicos, y la concepción materialista de felicidad hedonista que Mussolini atribuye al marxismo.
El economista y sociólogo Werner Sombart, que comenzó en el comunismo marxista y adoptó el nacionalsocialismo fascista, ha dirigido sus críticas al marxismo en diversos libros; entre los principales se encontrarían Socialismo y movimiento social en el cual su idea futura se encontraría en esbozo, y en El socialismo alemán donde ya se presentaría desarrollado. Desde el punto de vista político, la crítica nazi al marxismo fue esbozada por Carl Schmitt, y desde el punto de vista cultural por Oswald Spengler particularmente en su libro Prusianismo y socialismo.
Autores nacionalistas y populistas influenciados a la vez por el pensamiento fascista y el neopaganismo nietzscheano, como son los representantes de la llamada Nueva Derecha Francesa: Alain de Benoist y Julius Evola, han incluido en sus obras algunas críticas más contemporáneas al marxismo y a sus derivados posmodernos. Los nacionalistas contemporáneos en general, no llegan a aceptar el modus operandi fascista y nazi de imitar los modelos unipartidarios del marxismo-leninismo, por lo cual conciben la participación popular directa o de masas, no mediante la representación automática de intereses sociales a través un sistema político (a la manera fascista y leninista), sino a través de un juego de demandas sociales unificadas a la manera populista sin terminar en un conflicto de clases.
Desde un nacionalismo católico opuesto a la posición anticristiana del nacionalismo de Benoist y Evola, el intelectual nacionalista argentino Julio Meinvielle resumiría la posición que la llamada tercera vía nacionalista tiene respecto del marxismo, y en particular del marxismo-leninismo, en su libro El poder destructivo de la dialéctica comunista. Hilaire Belloc, desde una perspectiva similar, aunque más cercana al conservadorismo, ya habría planteado una crítica similar intentando oponerse al individualismo liberal y al colectivismo marxista, pero a diferencia de la frecuente y recurrente readopción del corporativismo fascista, la posición de este nuevo nacionalismo sería intentar llegar a un genuino orden social corporativo tomando como referencia el sistema gremial medieval, y no al modelo alemán pseudo-corporativista de sindicatos estatales y economía planificada.

### Conservadurismo y tradicionalismo
La toma de posición conservadora, que es más una actitud ante el mundo que un cuerpo doctrinal, resulta intrínsecamente contraria tanto a los movimientos sociales revolucionarios de tendencia igualitaria o radical, como a las teorías de un proceso histórico que defina cuál es el verdadero rumbo hacia el futuro tomando como referencia el progreso de algún elemento histórico (ciencia, tecnología, aumento de la riqueza, fomento de la igualdad, etc.). En este sentido el marxismo es contrario al conservadurismo que per se ya no tolera la sociedad moderna basada en el cambio continuo que le dio origen.
Entre las críticas conservadoras más conocidas se encuentran las de los economistas y sociólogos clásicos modernos de principios del siglo XX: Joseph Schumpeter en la primera sección de Capitalismo, socialismo y democracia así como en Imperialismo y clases sociales, aunque su carácter conservador pase desapercibido por las implicancias liberales de su análisis, aun a pesar del pesimismo respecto al futuro cultural del capitalismo. Algo parecido sucede con Max Weber quien en La ética protestante y el espíritu del capitalismo terminaría desmantelando la asociación que el marxismo ortodoxo hace entre la infraestructura económica y la superestructura cultural, convirtiendo a esta última en una condición necesaria de aquella a la vez que en un factor social con dinamismo propio.
Diferentes pensadores de la ciencia social, así como filósofos, escritores y religiosos de cuño conservador y/o tradicionalista, han criticado en forma no siempre sistemática y a veces solo en forma colateral, al marxismo como un todo, incluyéndolo entre los derivados nocivos de la modernidad. Prácticamente la posición compartida entre casi todos es que el marxismo es una religión milenarista secular, basada en un panteísmo materialista, cuyos adherentes son elites intelectuales y revolucionarias para poder fundamentar su ideario colectivista, y que estaría basada en la divinización de la historia y la sacralización del conflicto social. En el amplio espectro ideológico contemporáneo del conservadorismo, así como en la del tradicionalismo, se encuentran autores como los filósofos Józef Maria Bocheński, Alasdair MacIntyre, José Ortega y Gasset y Allan Bloom, los filósofos políticos Bertrand de Jouvenel y Russell Kirk, los científicos políticos Paul Gottfried y Kenneth Minogue, los historiadores Eugene D. Genovese, François Furet, Régine Pernoud, Christopher Dawson y Paul Johnson, los historiadores de las ideas Jacob Talmon, Thomas Molnar y Richard Weaver, los sociólogos Robert Nisbet e Irving Louis Horowitz, los filósofos de la historia Michael Oakeshott y Eric Voegelin, y los ensayistas C. S. Lewis, T. S. Eliot y G. K. Chesterton entre tantos otros.

### Anarquismos
Las diferentes ramas del pensamiento anarquista se han diversificado a un punto por el cual sus posiciones han divergido hasta a cubrir todo el espectro político de "izquierda" a "derecha" (exceptuando a las doctrinas que no conciben al Estado como una necesidad sino como parte del ideal de política: la socialdemocracia, el neoconservadurismo, el populismo, etc., y por el cual no pueden excluirlo de los objetivos a alcanzar). Las críticas al marxismo de cada una de estas posiciones anarquistas son bastante similares en espíritu a las posturas clásicas que reflejan, con obvia independencia de aquellas que provienen de los análisis originales de los autores tomados en forma particular.
El común denominador del anarquismo es el rechazo cabal a la existencia del Estado, y es en esta cuestión que casi todos los anarquistas aprovechan las contribuciones de otros autores anarquistas con independencia de su posición en el espectro político respecto a su ideario social, para criticar la posición marxista o bien la ortodoxa bolchevique: anarcocomunistas (Piotr Kropotkin, Robin Hahnel), anarcosocialistas (Mijaíl Bakunin, Noam Chomsky), anarcomutualistas (Pierre-Joseph Proudhon, Kevin A. Carson), anarcoliberales (Herbert Spencer, Hans-Hermann Hoppe), anarcoprivatistas (Gustave de Molinari, Murray Rothbard), mientras que en el resto de las cuestiones adoptan o pulen las críticas de aquellas corrientes políticas de las que son su expresión radicalizada.